# Régi Nagy Bulgária
Az onogur-bolgár birodalom az onogurok Kuvrat által létrehozott állama volt a Donyec és a Déli-Bug közötti területen, amelyet Nagy-Bulgária, Óbulgária, Magna Bulgaria néven is illett a történeti irodalom.

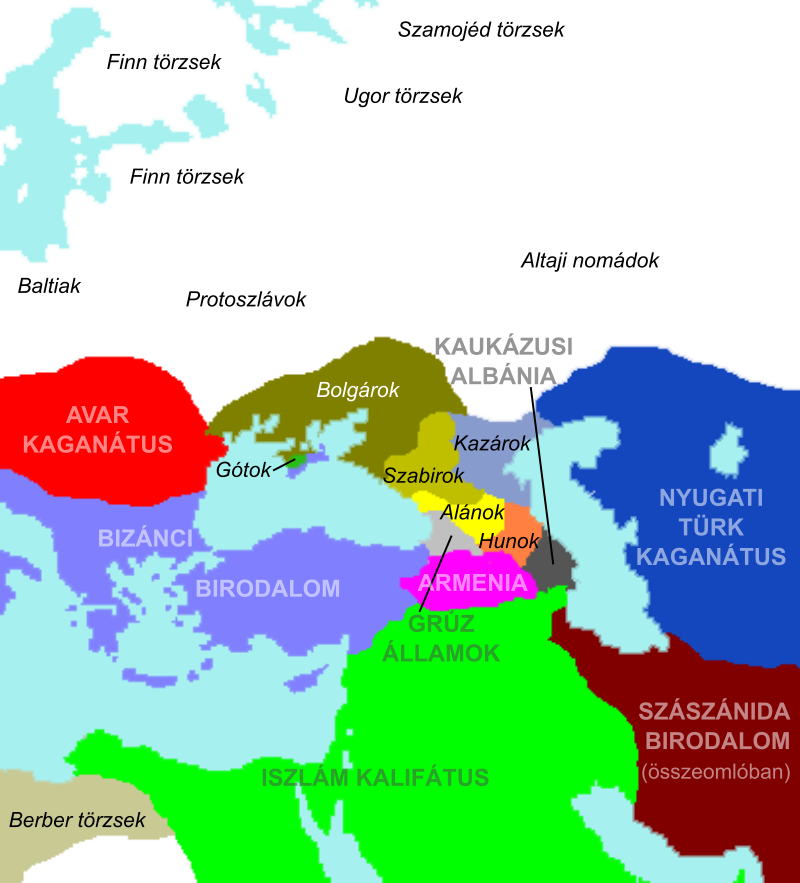
Nagy Bulgária 650-ben (barnával)

## A birodalom megalapítása
Az ogurok Közép-Ázsia területéről érkeztek a Fekete-tenger északi vidékére, ahol az Avar Birodalomtól való elszakadás után, 635-ben alapították meg az onogurok azaz a „tízogurok” birodalmát Kuvrat vezetésével.
A név utal a sztyeppei törzsszövetségek változékonyságára, mert létezett utrigur „harmincogur” és kutrigur „kilencogur” törzsszövetség is. Az ogurok egy részéből Kuvrat tíz törzset alakított ki és alakított független államot – erre utal az onogur név – , kihasználva az addig a Fekete-tenger északi partvidékét is uraló Avar Birodalom első meggyengülését 626 után.

## Kuvrat uralkodása
A 640-es években Kuvrat, a dalmáciai szlávok  törzseivel és az avarok alávetett népeivel szövetkezve döntő csapást mért az Avar Birodalomra. Az avar hatalom ekkor visszaszorult a Kárpát-medencébe.

## Kuvrat halála és a birodalom felbomlása
Kuvrat az érmeleletek tanúsága szerint a 660-as évek elején halhatott meg. A források szerint ez „nem sokkal” Hérakleiosz bizánci császár halála (†641) után volt.
Halála után öt fia - Alcek, Aszparuh, Bat Baján, Kotrag, Kuver - örökölte az országot, akik belháborúkat folytattak egymás ellen. A kazárok a magyarok segítségével ezt kihasználva 668 körül szétverték a birodalmat. 
Nyugati részére, Etelközbe a magyarok költöztek kazár fennhatóság alatt, keleti része közvetlen kazár uralom alá került.

## A birodalom utódállamai

### Aszparuh és a dunai bolgár állam

Bolgárok és szlávok a 6–7. században

681-ben Aszparuh kán vezetésével a bolgárok egy része átlépte a Dunát, s a Dunától délre legyőzték IV. Konstantin bizánci császár egyik hadseregét. Itt letelepedve létrehozták az első dunai bolgár államot. Aszparuh utódai a 9. században áttértek a kereszténységre, majd átvették a szláv nyelvet, ez a mai Bulgária.

### Kotrag és volgai bolgár állam
Kotrag Niképhorosz közlése szerint átvonult a Don keleti partjára, de ekkor valószínűleg még nem vonult északra, erre az itteni ősbolgároknak csak hatvan évvel később nyílt lehetőségük. 723-ban az arabok áttörték a kaukázusi kazár védelmi vonalakat, elfoglalták a kazár fővárost, amit ekkor a Volga-deltába, Etilbe helyeztek a kazárok. 737-ben az újabb arab támadáskor a kagánnak innen is menekülnie kellett, de elfogták, és ekkor áttért az iszlámra. A ősbolgárok ezt kihasználva valószínűleg ekkor vonultak át a Don–Volga-könyökön, hogy kivonják magukat a kazár befolyás alól. 750 körül érték el a Szamara folyót, ahol egy időre megálltak, majd egy emberöltő múlva a kazárok miatt lassan tovább nyomultak észak felé, és a 10. század elején elérték a Kámát is. Ekkor vették fel az iszlámot is, bár iszlám missziók a 8. század óta voltak közöttük.
Volgai Bolgárország a 14. századig létezett, amikor a mongolok meghódították. Területén van ma Csuvasföld és Tatárföld (Tatársztán). Ez utóbbi lakóinál, a tatároknál nyelvcsere történt: a kun nyelvet vették fel, amelyből a későbbi tatár nyelv fejlődött ki. A csuvasok megmaradtak eredeti ősbolgártörök nyelvüknél, ez a mai csuvas nyelv.

### Kuver és a Kárpát-medencei ősbolgárok
Kuver kán a mai Magyarország területére vándorolt a 7. században, s az avar fejedelem hűbérese lett. (Lásd még: Kettős honfoglalás!) Később azonban fellázadt, és ezért az avarok kiűzték őt népével együtt a Kárpát-medencéből. A kiűzöttek a mai Macedónia területén telepedtek le, ahol később egyesültek az említett Aszparuh népével.

### Alcek és az itáliai ősbolgárok
Alcek kán, a mai Olaszország területére vándorolt, ahol a bolgárok kezdetben önállóak voltak, de hamarosan asszimilálódtak az itáliai lakosságba (innen van az, hogy az olaszoknál ma is előfordul Bulgari, Bulgaro és hasonló vezetéknevek).

### Bat Bajan és a krími ősbolgárok
Bat Bajan kán és népe behódolva a kazároknak a Fekete-tenger északi vidékén maradt, ahol hamarosan keveredtek más népekkel, s ebből alakult ki a krími tatárság. A más népekkel nem keveredett részükből alakult ki a mai kaukázusi balkár nép.